# Nadine Stchoupak
Nadine Steinberg, épouse Stchoupak (Vilnius, 10 février 1886 - Paris, 30 novembre 1941) est une traductrice et orientaliste française. 

## Éléments biographiques
Son père, Osiah Steinberg, est professeur du Conservatoire de musique de Saint-Pétersbourg et, sa mère est la fille du compositeur Rimski-Korsakov. Installée à Paris en 1907, elle entreprend des études de philologie sanscrite à l’École pratique des hautes études, élève de Sylvain Lévi. Mère d'un fils mort à 17 ans en 1924, elle se sépare de son mari vers 1930. 
Elle est surtout connue comme l'un des trois auteurs d'un dictionnaire bilingue dit « dictionnaire sanskrit-français de Stchoupak »,.

## Distinctions
- Chevalier dans l'Ordre des Palmes académiques (1934)
- Prix Thorlet de l'Académie des Inscriptions et Belles-Lettres (1941)

## Travaux
- Bhavabhuti: Uttararamacarita (La Dernière Aventure de Rama), Les Belles Lettres, 1935.
- Chrestomathie sanskrite. Publication de l'Institut de civilisation indienne, Éd. Adrien-Maisonneuve, 1948.
- Ouvrage collectif avec Luigia Nitti et Louis Renou, Dictionnaire sanskrit-français, 897 pages, Librairie d'Amérique et d'Orient, Jean Maisonneuve Successeur, Paris 1932, réédition 1987 (réimpression, 2008)  (ISBN 2-7200-1049-9). Lien éditeur:; Consulté le 17 janvier 2020.

- « La Kāvyamīmāmsā de Rājaśekhara. Traduite du sanskrit par Nadine Stchoupak et Louis Renou ». Volume 8 de Cahiers, Paris Société asiatique, Éd. Imprimerie nationale, 1846.
- Uttararāmacarita (La dernière aventure de Rāma): drame. Collection Émile Senart, Éd. Les Belles Lettres, 1968.